# 沼生虾子草
沼生虾子草（学名：Mimulicalyx paludigenus）为玄参科虾子草属下的一个种。

## 扩展阅读
- 維基物種上的相關：沼生虾子草